# Temple protestant d'Orange
Le temple protestant d'Orange est un édifice religieux situé rue Pontillac à Orange, commune du Vaucluse. La paroisse est membre de l'Église protestante unie de France.

## Histoire

### Petit temple Saint-Martin (1567-1685)
Le 6 juillet 1561, par l'édit de Bréda, l'héritier de la principauté d'Orange, Guillaume Ier d'Orange-Nassau autorise l'exercice du culte réformé. À la Toussaint 1561, les protestants d’Orange s'emparent de la cathédrale Notre-Dame-de-Nazareth, brûlent les reliques et l'aménagent comme temple. En janvier 1562, un autre édit du prince proclame la liberté de conscience et rétablit le culte catholique.
Le 6 juin 1562, les troupes du Pape, venues de la cité voisine d’Avignon, envahissent la principauté d'Orange et massacrent les réformés. Sous l'administration des princes, se met en place la coexistence des deux confessions chrétiennes. En 1573, le prince d'Orange Guillaume Ier se convertit publiquement au protestantisme. Orange devient une place forte du protestantisme, enclavée dans une France dévastée par les guerres de Religion.
Au XVIe siècle, on compte dans la principauté d'Orange deux mille quatre cents  protestants, quatre pasteurs, deux temples, un collège, une université. Le théologien Jean de Serres enseigne à l'académie d'Orange de 1591 à 1597.
Le petit temple d'Orange est construit en 1567 dans le quartier Saint-Martin. Pendant les guerres de Religion, le 2 février 1571, jour de la fête de la Purification de la Vierge, cent-quarante civils y sont assassinés pendant onze jours. Cet événement prend le nom de « Notre-Dame la Massacreuse ».

### Grand temple d'Orange (1633-1685)

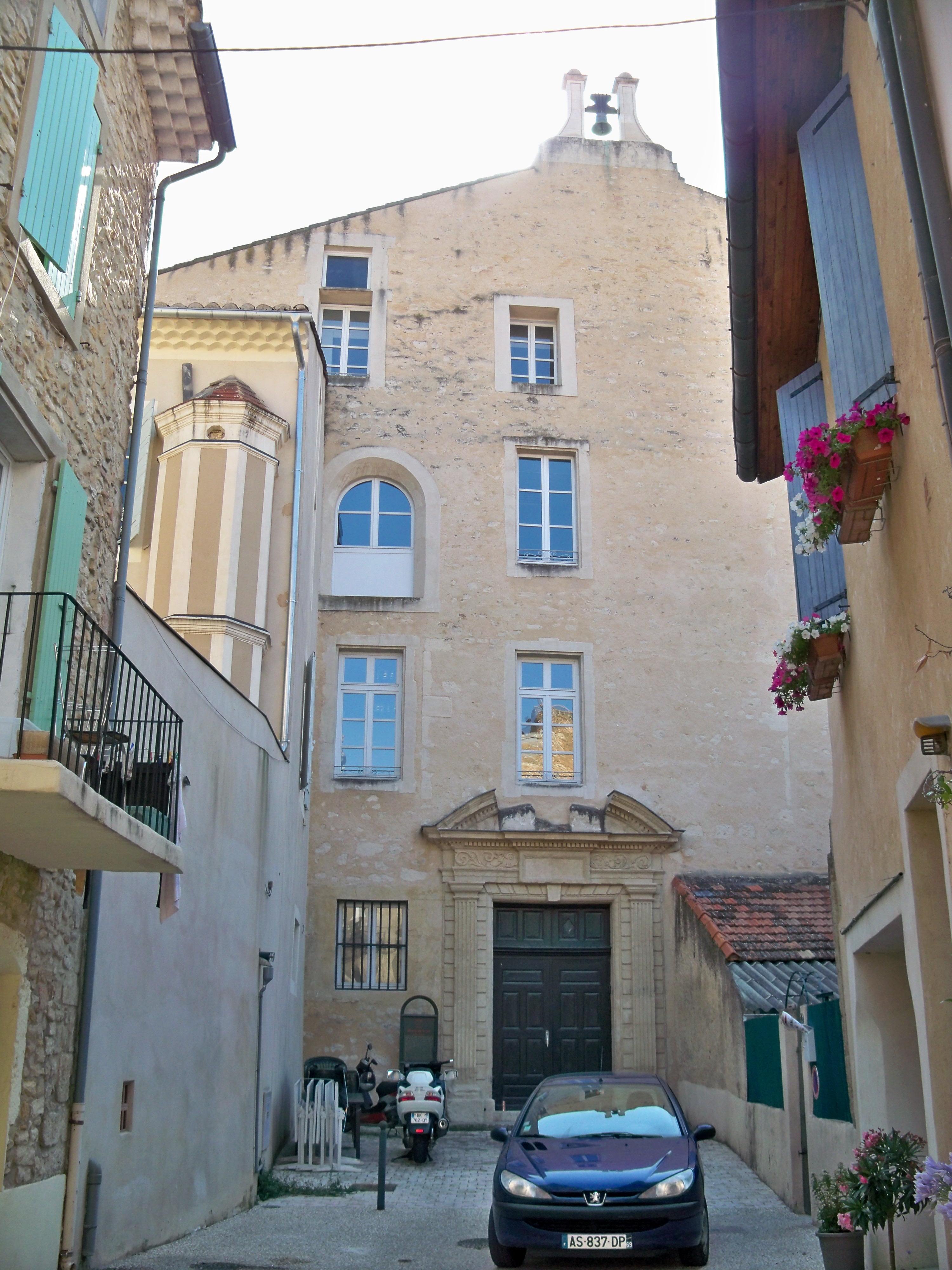
Façade du Grand temple d'Orange, impasse de la Cloche, aujourd'hui chapelle Saint-Louis.

Le grand temple d'Orange est construit en 1633 à l'initiative du gouverneur Christophe de Dohna.
À la révocation de l'édit de Nantes en 1685, Orange accueille des réfugiés français. En octobre 1685, les armées royales envahissent la principauté, qui subit des dragonnades. Les deux temples sont rasés.
En 1697,  après le traité de Ryswick, Louis XIV rend la principauté au roi d'Angleterre Guillaume III d'Orange-Nassau, qui rétablit la liberté de culte. Le Grand Temple est alors reconstruit au même endroit en deux ans, entre 1698 et 1700.
En 1702, Guillaume III meurt, et Louis XIV s'empare encore de la principauté. L'annexion est confirmée par les traités d'Utrecht de 1713. Les huguenots s'exilent alors en diaspora dans les pays du Refuge, principalement en Suisse et en Allemagne.
En 1718, le grand temple est donné aux Prêtres de la doctrine chrétienne, congrégation de la Contre-Réforme catholique. L'édifice est consacré en 1719, et rebaptisé chapelle Saint-Louis d'Orange. En 1865, la ville vend ces bâtiments aux sœurs de la Présentation de Marie, qui font bâtir un collège moderne en 1972. C'est aujourd'hui une salle de conférence gérée par la mairie.

### Église des Jacobins

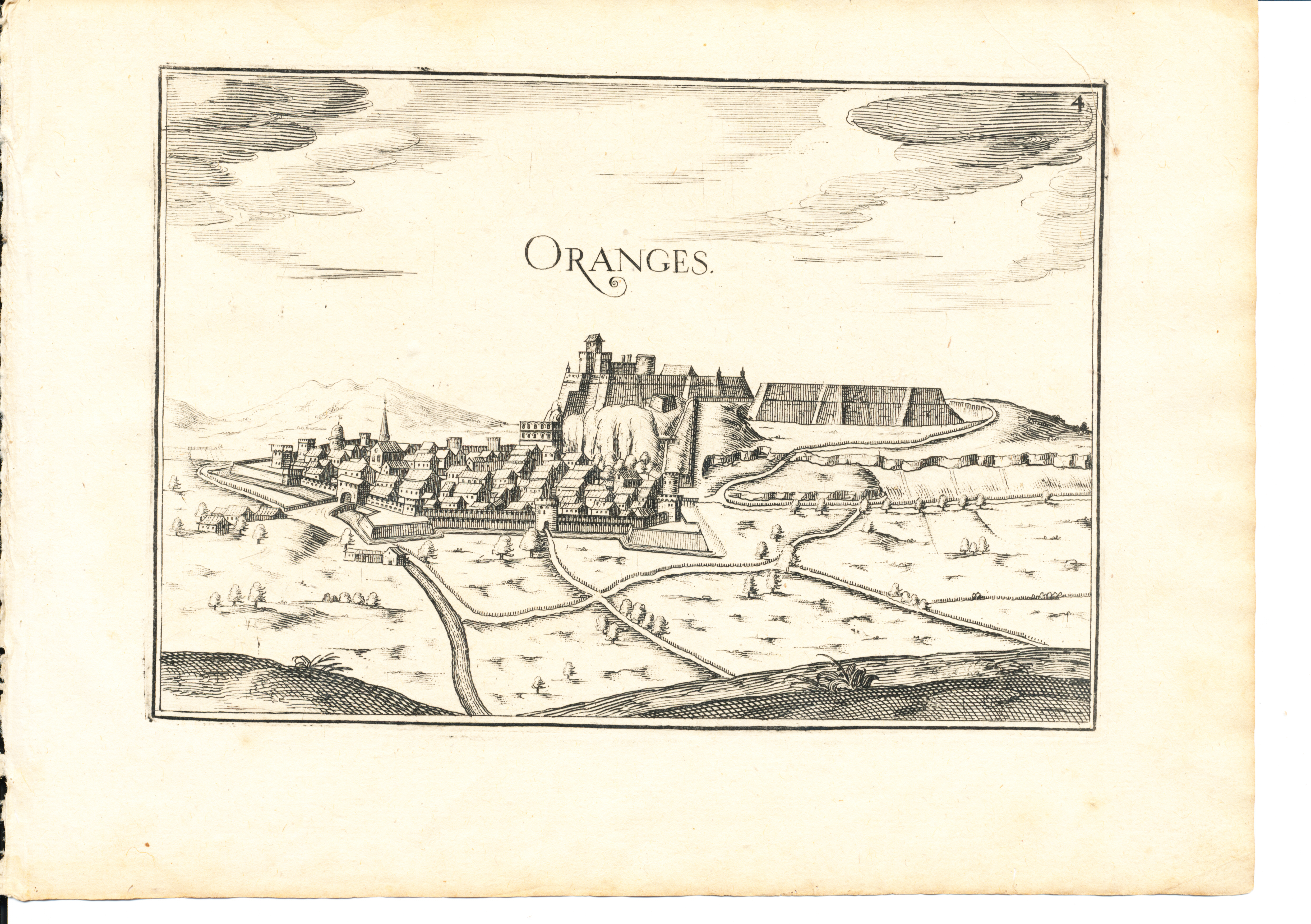
Vue d'Orange, gravure de Christophe Tassin, 1634

À la fin du XVIe siècle, Vincens de Causans, gouverneur de la principauté d'Orange, fait construire une église rue Pontillac pour l'ordre des Prêcheurs, appelés aussi Dominicains ou Jacobins, établis à Orange depuis 1269. L’édifice est orienté au nord, flanqué à l’est d’un clocher quadrangulaire percé de quatre arcades. La nef voûtée d’arêtes se termine par une abside pentagonale. En 1662, des chapelles ont été aménagées dans les deux premières travées.
Durant la Révolution française, les ordres religieux sont interdits, les pères dominicains abandonnent l'église. Les fidèles du protestantisme en France retrouvent la liberté de culte avec la Déclaration des droits de l'homme et du citoyen de 1789. On compte alors environ cinq cents protestants à Orange.  En 1802, Napoléon Ier organise les Églises réformées à travers les articles organiques du Concordat, les regroupant par consistoires départementaux.
En 1810, l'église des Jacobins désaffectée est rachetée par la ville d'Orange, qui la confie aux protestants. Elle est à 100 mètres de l'ancien Grand temple d'Orange. Un cimetière protestant est établi à la montée Spartacus, sur la route de Roquemaure.
Plusieurs protestants d'Orange se sont engagés pour la République : Thomas-Augustin de Gasparin, officier et député durant la Révolution française, puis son fils Adrien de Gasparin, député du Vaucluse, ministre de l'Intérieur et pair de France, agronome membre de l’Académie des sciences. Son frère et le fils sont élus maire d'Orange : Augustin de Gasparin (de 1836 à 1848) et Paul de Gasparin (de 1878 à 1880).
Depuis 2016, la pasteure de la paroisse d'Orange-Carpentras est Sophie Zentz-Amedro,,,.